# A Woofer in Tweeter’s Clothing
A Woofer in Tweeter's Clothing — второй студийный альбом американской рок-группы Sparks. Он был выпущен в 1972 году и включает сингл «Girl from Germany». Это последний релиз оригинального состава из пяти участников.
Альбом был записан и сведен на ID Sound в Ла-Бреа и в студии Walley Heider, продюсером выступил Таддеус Джеймс Лоу, бывший инженер Тодда Рандгрена и бывший вокалист группы The Electric Prunes. Альбом получил смешанные и положительные отзывы. Фотографии для обложки были сделаны Ларри Дюпонтом и Роном Маэлем.

## Выпуск
A Woofer in Tweeter's Clothing вышел в 1972 году. Альбом не имел коммерческого успеха и не попал в чарт Billboard 200. После неожиданного успеха группы в Великобритании, «Girl from Germany» был выпущен там синглом, но также не попал в чарты.
Тем не менее, альбом стал причиной тура по Великобритании, включая резиденцию в клубе Marquee в Лондоне, где, несмотря на неоднозначную реакцию публики, группа обрела значительное культовое признание. Выступление на шоу BBC Old Grey Whistle Test привлекло внимание к группе, несмотря на прохладную реакцию ведущего Боба Харриса.

## Переиздания
Альбом многократно переиздавался с 1972 года. Часто его издавали вместе с дебютным альбомом Sparks. В 1975 году вышло переиздание 2 Originals of Sparks в виде двойного винила с буклетом на 14 страниц.
В 1988 году он впервые вышел на CD, снова в паре с первым альбомом, но из-за ограничения по продолжительности CD, последние четыре трека были ускорены, сократив общее время до 39:27. Несмотря на последующие переиздания, включая версию на Rhino Encore в 2008 году, ускоренная версия продолжает использоваться.

## Рецензии
| Оценки критиков | Оценки критиков |
| Источник        | Оценка          |
| --------------- | --------------- |
| Allmusic        | [ 7 ]           |

Патрик Гиллингс из альтернативного журнала Syracuse New Times дал альбому высокую оценку, отметив его «воображение и юмор», назвав Sparks «группой, которая вольёт мощный заряд адреналина в умирающее искусство».

## Список композиций
| №  | Название             | Автор(ы)                                                      | Длительность |
| -- | -------------------- | ------------------------------------------------------------- | ------------ |
| 1. | «Girl from Germany»  | Рассел Маэл, Рон Маэл                                         | 3:26         |
| 2. | «Beaver O'Lindy»     | Рон Маэл, Рассел Маэл, Эрл Мэнки, Джим Мэнки, Харли Файнштейн | 3:44         |
| 3. | «Nothing Is Sacred»  | Рон Маэл                                                      | 5:31         |
| 4. | «Here Comes Bob»     | Рон Маэл, Рассел Маэл                                         | 2:09         |
| 5. | «Moon Over Kentucky» | Рон Маэл, текст: Джим Мэнки                                   | 4:08         |

| №   | Название                  | Автор(ы)                                  | Длительность |
| --- | ------------------------- | ----------------------------------------- | ------------ |
| 6.  | «Do Re Mi»                | Ричард Роджерс, Оскар Хаммерстайн II      | 3:38         |
| 7.  | «Angus Desire»            | Рон Маэл, Рассел Маэл                     | 3:25         |
| 8.  | «Underground»             | Эрл Мэнки                                 | 2:59         |
| 9.  | «The Louvre»              | Рон Маэл; французский перевод: Жозэ Бекер | 5:04         |
| 10. | «Batteries Not Included»  | Рон Маэл                                  | 0:47         |
| 11. | «Whippings and Apologies» | Рон Маэл                                  | 5:05         |

## Участники
Sparks
- Рассел Маэл — вокал
- Рон Маэл — клавишные
- Эрл Мэнки — гитара
- Джим Мэнки — бас-гитара
- Харли Файнштейн — ударные